# Cryptoscatomaseter oklahomensis
Cryptoscatomaseter oklahomensis är en skalbaggsart som beskrevs av Brown 1928. Cryptoscatomaseter oklahomensis ingår i släktet Cryptoscatomaseter och familjen Aphodiidae. Inga underarter finns listade i Catalogue of Life.